# Alto do Amparo
Alto do Amparo is een plaats in de Braziliaanse gemeente Tibagi in de deelstaat Paraná.